# Triakontazona attemsi
Triakontazona attemsi är en mångfotingart som först beskrevs av Karl Wilhelm Verhoeff 1907.  Triakontazona attemsi ingår i släktet Triakontazona och familjen knöldubbelfotingar. Inga underarter finns listade i Catalogue of Life.